# Breaking aux Jeux olympiques d'été de 2024
Les épreuves de breakdance (ou breaking) lors des Jeux olympiques d'été de 2024 ont lieu du 9 au 10 août 2024 à Paris, en France. C'est la première fois qu'une discipline de danse sportive intègre le programme olympique bien qu'elle ait déjà été présentée aux Jeux olympiques de la jeunesse de 2018.

## Médaillés
| Épreuves | Or                             | Argent                         | Bronze                         |
| -------- | ------------------------------ | ------------------------------ | ------------------------------ |
| B-Girls  | Ami Yuasa (Ami) (JPN)          | Dominika Banevič (Nicka) (LTU) | Liu Qingyi (671) (CHN)         |
| B-Boys   | Philip Kim (Phil Wizard) (CAN) | Danis Civil (Dany Dann) (FRA)  | Victor Montalvo (Victor) (USA) |

## Épreuves
Il y aura deux épreuves de breaking : les compétitions femmes et hommes en individuel. On voit se confronter dans chaque tournoi, 16 B-Boys et 16 B-Girls qui se battront dans des duels solos en face à face. Parmi les critères, les B-Boys et B-Girls doivent être nés avant le 31 décembre 2008.

## Organisation

### Critères de qualification
Trente-six athlètes se qualifient pour les compétitions masculine et féminine, deux maximum par genre et par pays. Parmi les événements qualificatifs pour les épreuves olympiques comptent les championnats du monde 2023, les championnats continentaux de l'année 2022/2023 et des séries de qualification olympique.
Le pays hôte, la France, dispose d'une invitation par genre si aucun de ses représentants ne s'est qualifié par les moyens cités précédemment.
La liste finale sera close le 8 juillet 2024.

### Hommes
| Mode de qualification                                         | Date                 | Lieu               | Places | Qualifiés |
| ------------------------------------------------------------- | -------------------- | ------------------ | ------ | --- |
| Pays hôte                                                     | NC                   | NC                 | 1      | Gaëtan Alin (Lagaet) |
| Championnat du monde WDSF 2023                                | 23-24 septembre 2023 | Louvain, Belgique  | 1      | Victor Montalvo (Victor) |
| Championnats d'Afrique                                        | 12-13 mai 2023       | Rabat, Maroc       | 1      | Bilal Mallakh (Billy) |
| Jeux asiatiques de 2022                                       | 6-7 octobre 2023     | Hangzhou, Chine    | 1      | Shigeyuki Nakarai (en) (Shigekix) |
| Jeux européens de 2023                                        | 26-27 juin 2023      | Nowy Sącz, Pologne | 1      | Danis Civil (Dany Dann) |
| Championnats d'Océanie                                        | 27-28 octobre 2023   | Sydney, Australie  | 1      | Jeffrey Dan Arpie Dunne (J Attack) |
| Jeux panaméricains de 2023                                    | 3-4 novembre 2023    | Santiago, Chili    | 1      | Philip Kim (Phil Wizard) |
| Séries de qualification olympique                             | mars-juin 2024       | -                  | 7      | Lee-Lou Demierre (Lee) Kim Hong-yul (ko) (Hongten) Hiroto Ono (Hiro10) Qi Xiangyu (Lithe-ing) Jeffrey Louis (en) (Jeffro) Amir Zakirov (Amir) Menno van Gorp (Menno) |
| Réattribution à la suite de places d'universalité inutilisées | NC                   | NC                 | 2      | Sun Chen (en) (Quake) Oleg Kuznietsov (en) (Kuzya) |
| Total                                                         | Total                | Total              | 16     | |

### Femmes
| Mode de qualification                                         | Date                 | Lieu               | Places | Qualifiés |
| ------------------------------------------------------------- | -------------------- | ------------------ | ------ | --- |
| Pays Hôte                                                     | NC                   | NC                 | 1      | Carlota Dudek (Señorita Carlota) |
| Championnat du monde WDSF 2023                                | 23-24 septembre 2023 | Louvain, Belgique  | 1      | Dominika Banevič (Nicka) |
| Championnats d'Afrique                                        | 12-13 mai 2023       | Rabat, Maroc       | 1      | Fatima Zahra El Mamouny (Elmamouny) |
| Jeux asiatiques de 2022                                       | 6-7 octobre 2023     | Hangzhou, Chine    | 1      | Liu Qingyi (671) |
| Jeux européens de 2023                                        | 26-27 juin 2023      | Nowy Sącz, Pologne | 1      | India Sardjoe (nl) (India) |
| Championnats d'Océanie                                        | 27-28 octobre 2023   | Sydney, Australie  | 1      | Rachael Gunn (Raygun) |
| Jeux panaméricains de 2023                                    | 3-4 novembre 2023    | Santiago, Chili    | 1      | Sunny Choi (en) (Sunny) |
| Séries de qualification olympique                             | mai-juin 2024        | -                  | 7      | Ami Yuasa (Ami) Ayumi Fukushima (Ayumi) Sya Dembélé (Syssy) Logan Edra (en) (Logistx) Zeng Yingying (Yingzi) Kateryna Pavlenko (en) (Kate) Antilai Sandrini (Anti) |
| Invitations                                                   | NC                   | NC                 | 1      | Manizha Talash (Talash) |
| Réattribution à la suite de places d'universalité inutilisées | NC                   | NC                 | 2      | Vanessa Cartaxo (Vanessa) Anna Ponomarenko (Stefani) |
| Total                                                         | Total                | Total              | 17     | |

### Site des compétitions

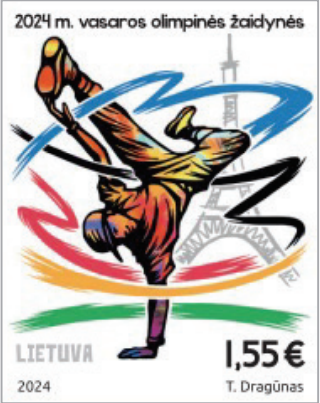
Timbre lituanien illustrant le breaking aux Jeux olympiques d'été de 2024.

Le tournoi de breakdance se déroule au sein du parc urbain de la Concorde, sur la place de la Concorde, au cœur de Paris. Le site accueille également les compétitions de BMX freestyle, de skateboard et le basket à trois.

### Calendrier
- Q : qualifications
- F : finale

| Épreuve | Épreuve | vendredi 9 août | vendredi 9 août | vendredi 9 août | vendredi 9 août | samedi 10 août | samedi 10 août | samedi 10 août | samedi 10 août |
| ------- | ------- | --------------- | --------------- | --------------- | --------------- | -------------- | -------------- | -------------- | -------------- |
| B-Girls | B-Girls | Q               | 16:00-18:00     | F               | 20:00-22:00     |                |                |                |                |
| B-Boys  | B-Boys  |                 |                 |                 |                 | Q              | 16:00-18:00    | F              | 20:00-22:00    |

## Résultats détaillés

### Compétition masculine

#### Phase de groupe
Les deux premiers de chaque groupe sont qualifiés (Q) pour la suite de la compétition.
| Rang | Danseur           | Surnom    | Nation     | Rounds | Votes | Notes |
| ---- | ----------------- | --------- | ---------- | ------ | ----- | ----- |
| 1    | Victor Montalvo   | Victor    | États-Unis | 5      | 35    | Q     |
| 2    | Shigeyuki Nakarai | Shigekix  | Japon      | 4      | 38    | Q     |
| 3    | Qi Xiangyu        | Lithe-ing | Chine      | 3      | 27    |       |
| 4    | Hiroto Ono        | Hiro10    | Japon      | 0      | 8     |       |

| Rang | Danseur              | Surnom      | Nation    | Rounds | Votes | Notes |
| ---- | -------------------- | ----------- | --------- | ------ | ----- | ----- |
| 1    | Phil Wizard          | Phil Wizard | Canada    | 5      | 40    | Q     |
| 2    | Danis Civil          | Dany Dann   | France    | 4      | 37    | Q     |
| 3    | Oleh Kuznietsov (en) | Kuzya       | Ukraine   | 3      | 29    |       |
| 4    | Jeffrey Dunne        | J Attack    | Australie | 0      | 2     |       |

| Rang | Danseur          | Surnom | Nation       | Rounds | Votes | Notes |
| ---- | ---------------- | ------ | ------------ | ------ | ----- | ----- |
| 1    | Jeffrey Louis    | Jeffro | États-Unis   | 5      | 37    | Q     |
| 2    | Lee-Lou Demierre | Lee    | Pays-Bas     | 4      | 29    | Q     |
| 3    | Kim Hong-yul     | Hong10 | Corée du Sud | 2      | 27    |       |
| 4    | Gaétan Alin      | Lagaet | France       | 1      | 15    |       |

| Rang | Danseur        | Surnom | Nation         | Rounds | Votes | Notes |
| ---- | -------------- | ------ | -------------- | ------ | ----- | ----- |
| 1    | Menno van Gorp | Menno  | Pays-Bas       | 6      | 49    | Q     |
| 2    | Amir Zakirov   | Amir   | Kazakhstan     | 4      | 29    | Q     |
| 3    | Sun Chen       | Quake  | Taipei chinois | 2      | 26    |       |
| 4    | Bilal Mallakh  | Billy  | Maroc          | 0      | 4     |       |

#### Phase à élimination directe
|  | Quarts de finale  | Quarts de finale  |                  |              | Demi-finales                     | Demi-finales |  |  | Finale         | Finale |
|  | Quarts de finale  | Quarts de finale  |                  |              | Demi-finales                     | Demi-finales |  |  | Finale         | Finale |
|  |                   |                   |                  |              |                                  |              |  |  |                |        |
|  |                   |                   |                  |              |                                  |              |  |  |                |        |
|  |                   |                   |                  |              |                                  |              |  |  |                |        |
|  | Danny Dann (FRA)  | 2 (14)            |                  |              |                                  |              |  |  |                |        |
|  | Danny Dann (FRA)  | 2 (14)            |                  |              |                                  |              |  |  |                |        |
|  | Jeffro (USA)      | 1 (13)            |                  |              |                                  |              |  |  |                |        |
|  | Jeffro (USA)      | 1 (13)            | Danny Dann (FRA) | 2 (15)       |                                  |              |  |  |                |        |
|  |                   |                   | Danny Dann (FRA) | 2 (15)       |                                  |              |  |  |                |        |
|  |                   | Victor (USA)      | 1 (12)           |              |                                  |              |  |  |                |        |
|  | Victor (USA)      | Victor (USA)      | 1 (12)           | 3 (24)       |                                  |              |  |  |                |        |
|  | Victor (USA)      |                   |                  | 3 (24)       |                                  |              |  |  |                |        |
|  | Amir (KAZ)        | 0 (3)             |                  |              |                                  |              |  |  |                |        |
|  | Amir (KAZ)        | 0 (3)             | Dany Dann (FRA)  | 0 (4)        |                                  |              |  |  |                |        |
|  |                   |                   | Dany Dann (FRA)  | 0 (4)        |                                  |              |  |  |                |        |
|  |                   | Phil Wizard (CAN) | 3 (23)           |              |                                  |              |  |  |                |        |
|  | Shigekix (JPN)    | Phil Wizard (CAN) | 3 (23)           | 3 (22)       |                                  |              |  |  |                |        |
|  | Shigekix (JPN)    |                   |                  | 3 (22)       |                                  |              |  |  |                |        |
|  | Menno (NED)       | 0 (5)             |                  |              |                                  |              |  |  |                |        |
|  | Menno (NED)       | 0 (5)             | Shigekix (JPN)   | 0 (10)       |                                  |              |  |  |                |        |
|  |                   |                   | Shigekix (JPN)   | 0 (10)       | Match pour la médaille de bronze |              |  |  |                |        |
|  |                   | Phil Wizard (CAN) | 3 (17)           |              |                                  |              |  |  |                |        |
|  | Lee (NED)         | Phil Wizard (CAN) | 3 (17)           | 0 (8)        |                                  |              |  |  |                |        |
|  | Lee (NED)         |                   |                  | 0 (8)        |                                  |              |  |  |                |        |
|  | Phil Wizard (CAN) | 3 (19)            |                  | Victor (USA) | 3 (20)                           |              |  |  |                |        |
|  | Phil Wizard (CAN) | 3 (19)            |                  | Victor (USA) | 3 (20)                           |              |  |  |                |        |
|  |                   |                   |                  |              |                                  |              |  |  | Shigekix (JPN) | 0 (7)  |
|  |                   |                   |                  |              |                                  |              |  |  | Shigekix (JPN) | 0 (7)  |

### Compétition féminine

#### Phase de groupe
Les deux premières de chaque groupe sont qualifiées (Q) pour la suite de la compétition.
| Rang | Danseuse       | Surnom  | Nation     | Rounds | Votes | Notes |
| ---- | -------------- | ------- | ---------- | ------ | ----- | ----- |
| 1    | India Sardjoe  | India   | Pays-Bas   | 6      | 48    | Q     |
| 2    | Liu Qingyi     | 671     | Chine      | 4      | 33    | Q     |
| 3    | Sunny Choi     | Sunny   | États-Unis | 2      | 15    |       |
| 4    | Vanessa Marina | Vanessa | Portugal   | 0      | 12    |       |

| Rang | Danseuse         | Surnom  | Nation     | Rounds | Votes | Notes |
| ---- | ---------------- | ------- | ---------- | ------ | ----- | ----- |
| 1    | Dominika Banevič | Nicka   | Lituanie   | 5      | 42    | Q     |
| 2    | Sya Dembélé      | Syssy   | France     | 4      | 33    | Q     |
| 3    | Logan Edra       | Logistx | États-Unis | 3      | 33    |       |
| 4    | Rachael Gunn     | Raygun  | Australie  | 0      | 0     |       |

| Rang | Danseuse                | Surnom    | Nation | Rounds | Votes | Notes |
| ---- | ----------------------- | --------- | ------ | ------ | ----- | ----- |
| 1    | Ami Yuasa               | Ami       | Japon  | 6      | 52    | Q     |
| 2    | Zeng Yingying           | Ying Zi   | Chine  | 4      | 35    | Q     |
| 3    | Antilai Sandrini        | Anti      | Italie | 2      | 19    |       |
| 4    | Fatima Zahra El Mamouny | Elmamouny | Maroc  | 0      | 2     |       |

| Rang | Danseuse          | Surnom  | Nation  | Rounds | Votes | Notes |
| ---- | ----------------- | ------- | ------- | ------ | ----- | ----- |
| 1    | Kateryna Pavlenko | Kate    | Ukraine | 4      | 35    | Q     |
| 2    | Ayumi Fukushima   | Ayumi   | Japon   | 4      | 31    | Q     |
| 3    | Anna Ponomarenko  | Stefani | Ukraine | 4      | 30    |       |
| 4    | Carlota Dudek     | Carlota | France  | 0      | 12    |       |

#### Phase à élimination directe
|  | Quarts de finale | Quarts de finale |           |             | Demi-finales                     | Demi-finales |  |  | Finale    | Finale |
|  | Quarts de finale | Quarts de finale |           |             | Demi-finales                     | Demi-finales |  |  | Finale    | Finale |
|  |                  |                  |           |             |                                  |              |  |  |           |        |
|  |                  |                  |           |             |                                  |              |  |  |           |        |
|  |                  |                  |           |             |                                  |              |  |  |           |        |
|  | Syssy (FRA)      | 0 (2)            |           |             |                                  |              |  |  |           |        |
|  | Syssy (FRA)      | 0 (2)            |           |             |                                  |              |  |  |           |        |
|  | Ami (JPN)        | 3 (25)           |           |             |                                  |              |  |  |           |        |
|  | Ami (JPN)        | 3 (25)           | Ami (JPN) | 2 (17)      |                                  |              |  |  |           |        |
|  |                  |                  | Ami (JPN) | 2 (17)      |                                  |              |  |  |           |        |
|  |                  | India (NED)      | 1 (10)    |             |                                  |              |  |  |           |        |
|  | India (NED)      | India (NED)      | 1 (10)    | 2 (17)      |                                  |              |  |  |           |        |
|  | India (NED)      |                  |           | 2 (17)      |                                  |              |  |  |           |        |
|  | Ayumi (JPN)      | 1 (10)           |           |             |                                  |              |  |  |           |        |
|  | Ayumi (JPN)      | 1 (10)           | Ami (JPN) | 3 (16)      |                                  |              |  |  |           |        |
|  |                  |                  | Ami (JPN) | 3 (16)      |                                  |              |  |  |           |        |
|  |                  | Nicka (LTU)      | 0 (11)    |             |                                  |              |  |  |           |        |
|  | 671 (CHN)        | Nicka (LTU)      | 0 (11)    | 3 (20)      |                                  |              |  |  |           |        |
|  | 671 (CHN)        |                  |           | 3 (20)      |                                  |              |  |  |           |        |
|  | Kate (UKR)       | 0 (7)            |           |             |                                  |              |  |  |           |        |
|  | Kate (UKR)       | 0 (7)            | 671 (CHN) | 1 (9)       |                                  |              |  |  |           |        |
|  |                  |                  | 671 (CHN) | 1 (9)       | Match pour la médaille de bronze |              |  |  |           |        |
|  |                  | Nicka (LTU)      | 2 (18)    |             |                                  |              |  |  |           |        |
|  | Ying Zi (CHN)    | Nicka (LTU)      | 2 (18)    | 0 (1)       |                                  |              |  |  |           |        |
|  | Ying Zi (CHN)    |                  |           | 0 (1)       |                                  |              |  |  |           |        |
|  | Nicka (LTU)      | 3 (26)           |           | India (NED) | 1 (8)                            |              |  |  |           |        |
|  | Nicka (LTU)      | 3 (26)           |           | India (NED) | 1 (8)                            |              |  |  |           |        |
|  |                  |                  |           |             |                                  |              |  |  | 671 (CHN) | 2 (19) |
|  |                  |                  |           |             |                                  |              |  |  | 671 (CHN) | 2 (19) |

## Tableau des médailles
- Pays organisateur (France)

| Rang  | Nation     | Or | Argent | Bronze | Total |
| ----- | ---------- | -- | ------ | ------ | ----- |
| 1     | Canada     | 1  | 0      | 0      | 1     |
| 1     | Japon      | 1  | 0      | 0      | 1     |
| 3     | France     | 0  | 1      | 0      | 1     |
| 3     | Lituanie   | 0  | 1      | 0      | 1     |
| 5     | Chine      | 0  | 0      | 1      | 1     |
| 5     | États-Unis | 0  | 0      | 1      | 1     |
| Total | Total      | 2  | 2      | 2      | 6     |